# Hieracium mongolicum
Hieracium mongolicum es una especie de planta con flor del género Hieracium, de la familia Asteraceae, orden Asterales.

## Distribución
Hieracium mongolicum se distribuye por Mongolia y Rusia.

## Taxonomía
Fue descrita científicamente por S. Bräutigam.